# Міклош Унгварі
Міклош Унгварі (угор. Ungvári Miklós, 15 жовтня 1980) — угорський дзюдоїст, олімпійський медаліст.

## Виступи на Олімпіадах
| Олімпіада   | Дисципліна           | Місце  |
| ----------- | -------------------- | ------ |
| Афіни 2004  | напівлегка категорія | участь |
| Пекін 2008  | напівлегка категорія | =17    |
| Лондон 2012 | напівлегка категорія | 2      |
| Лондон 2016 | легка категорія      | 5      |